# Павильон № 20 «Химическая промышленность» на ВДНХ
Павильон «Химическая промышленность» — двадцатый павильон ВДНХ, построенный в 1967 году. Расположен на площади Промышленности. По состоянию на конец декабря 2024 года, павильон полностью снесен для реконструкции.

## История
Первый павильон № 20 был построен по проекту архитектора А. М. Покорного в 1939 году для экспозиции «Осушение и орошение», которая в нём так и не была размещена: после открытия павильон был занят экспозицией Северного Кавказа и Крыма. В начале 1950-х годов по проекту архитектора О. Н. Русакова павильон был реконструирован под экспозицию «Хлопок», ещё одну реконструкцию он претерпел в 1953 году, когда получил новое название «Совхозы». Впоследствии тематика павильона ещё несколько раз менялась: в 1956—1959 годах в нём находилась экспозиция, посвящённая деревообрабатывающей и бумажной промышленности, а в 1959—1966 — экспозиция «Транспорт СССР», но до наших дней павильон не сохранился, так как в 1966 году был снесён.
Ныне существующий павильон построен в 1966—1967 годах по проекту архитекторов Бориса Виленского, Н. Я. Булкина, И. Левитеса, М. Ляховского и З. Назарова, при участии А. Вершинина. Построено здание в стиле советского модернизма и представляет собой стеклянный параллелепипед. Площадь павильона — 6188 квадратных метров.
В павильоне находилась экспозиция, посвящённая химической промышленности Советского Союза. Демонстрировалась техника и оборудование, используемые в данной отрасли, а также образцы готовой продукции химических производств в широком спектре. Размещались стенды, рассказывающие о географии производств, научных разработках, новых достижениях и планах в сфере химической промышленности. В 1990-е годы экспозиция была ликвидирована, после чего вплоть до настоящего момента в павильоне проводятся временные выставки различной тематики и содержания.